# Video on demand
Video on demand (VOD), ook wel video op aanvraag, video op verzoek of video op afroep genoemd is een netwerkdienst die een gebruiker toelaat om, op het moment dat hij dit wil, video te bekijken. Het gaat via internet of interactieve televisie. Het betreft streaming, waarbij men al kan beginnen te kijken terwijl de video over het netwerk wordt verzonden, of downloading, waarbij de video/film eerst wordt gedownload voor men begint met kijken.
De systemen laten de gebruiker toe om de video te pauzeren, door te spoelen of terug te spoelen en te vertragen en bieden dus verschillende mogelijkheden die men bij de traditionele videorecorder VCR vond. Nieuwe functionaliteiten zijn: verspringen naar een voorgaand of verderliggend beeld en de voordelen van digitale wijze van distributie en opslag. Providers bieden doorgaans via hun VOD-platform films en recente televisieprogramma's aan.
Videoservers kunnen in een LAN of lokaal netwerk geplaatst worden, zodat gebruikers video van hoge kwaliteit kunnen bekijken en het systeem snel op de aanvragen kan reageren. Om een ruimer publiek te bereiken kunnen videoservers zich in een WAN bevinden, maar de responstijd neemt dan meestal af. VOD-diensten kunnen via het internet aan thuisgebruikers worden aangeboden wanneer deze beschikken over een kabelmodem of DSL-lijn.
Transactional video on demand (TVOD) betekent het huren van een film (de film binnen een aaneengesloten periode, vaak 48 uur, onbeperkt kijken) of de film kopen (de film gedurende onbepaalde tijd onbeperkt kijken). De film kan echter niet lokaal worden opgeslagen.
Subscription video on demand (SVOD) is onbeperkte VOD voor een vaste prijs per maand.

## Geschiedenis
De eerste commerciële VOD-dienst werd gelanceerd in Hongkong rond 1990. De technologie stond echter nog in zijn kinderschoenen, video-cd's waren een goedkoper alternatief en betaaltelevisie was niet ingeburgerd in Hong Kong. Hong Kong Telecom maakte verlies, en de dienst werd stilgelegd toen deze in 2000 door Pacific Century Cyberworks was overgenomen.
VOD-diensten werden echter in verschillende delen van de wereld beschikbaar. Veel streaming VOD-systemen worden door kabelproviders aangeboden, die de grote downstream bandbreedte van hun kabelsystemen kunnen gebruiken om films en televisieprogramma's aan te bieden.
Vrijwel alle aanbieders bezitten de volgende eigenschappen:
- Maandelijks opzegbaar
- Content is te bekijken op elk type scherm, zoals tablet, televisie, laptop en zelfs smartphones
- Een eigen profiel met voorkeuren
- Kindvriendelijke inhoud
- Mogelijkheid om een film of serie te downloaden naar het apparaat

### Vlaanderen
De eerste semi-VOD-diensten werden in Vlaanderen gelanceerd door Canal+ (na overname FilmNet), waarbij recente films elke twee uur startten en toegankelijk werden door het plegen van een telefoontje ter activatie. Bij de lancering van digitale televisie van Telenet en de overname van Canal+ ontstond in Vlaanderen een echte VOD-service voor zowel films als programma’s van de VRT en VTM.

## Near video on demand
Een aanverwante technologie is near video on demand (NVOD). Hierbij sturen de zenders de video in meerdere kanalen via breedbandnetwerken. Verschillende kopieën van eenzelfde programma worden over korte tijdsintervallen (typisch 10 tot 20 minuten) uitgestuurd. De gebruiker kan dan op een van deze tijdsintervallen het programma beginnen te bekijken.

## Aanbod
SVOD:
Bekende internationale aanbieders zijn bijvoorbeeld Netflix, Disney+, HBO Max en ESPN. In Nederland bieden NPO Start,  NPO Plus, Videoland, NLZIET (Nederlandstalige televisie) de dienst aan. In België zijn Play More, GoPlay, VRT NU, VTM GO en Streamz actief.
TVOD:
- YouTube, het kanaal YouTube Films
- Pathé Thuis

Voor een deel van de films SVOD, voor de overige en voor niet-abonnees TVOD:
- Prime Video